# المعرض الشامى (كشر)

تعديل مصدري - تعديل

المعرض الشامى هي إحدى قرى عزلة خميس اليزيدي بمديرية كشر التابعة لمحافظة حجة، بلغ تعداد سكانها 156 نسمة حسب تعداد اليمن لعام 2004.